# SARS-CoV-2 lignaggio B.1.1.529

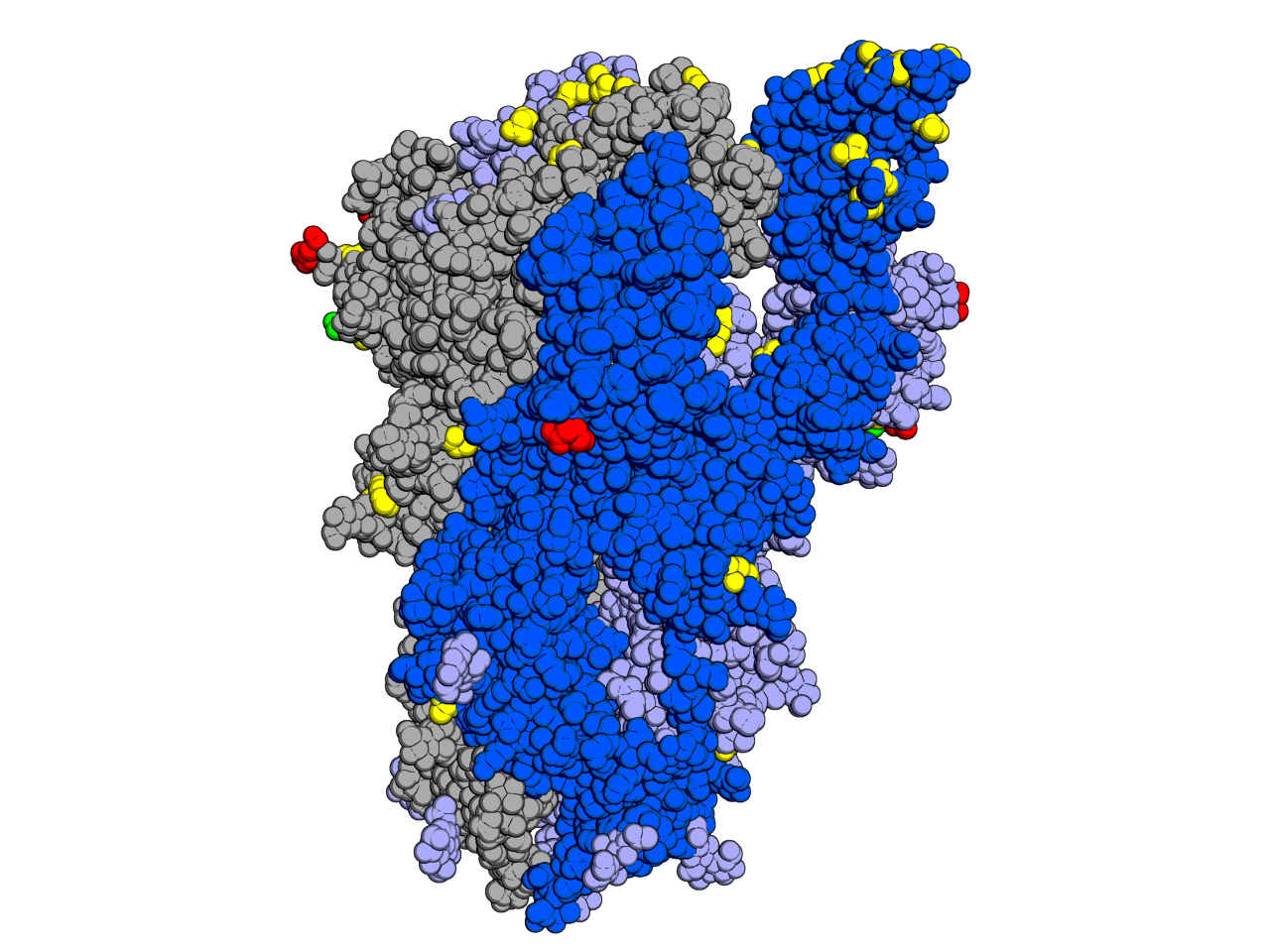
Vista laterale del peplomero

| Mutazioni (sostituzioni, delezioni, inserimenti) delle varianti Omicron BA.1, BA.2, BA.3, BA.4, BA.5 | Mutazioni (sostituzioni, delezioni, inserimenti) delle varianti Omicron BA.1, BA.2, BA.3, BA.4, BA.5 | Mutazioni (sostituzioni, delezioni, inserimenti) delle varianti Omicron BA.1, BA.2, BA.3, BA.4, BA.5 | Mutazioni (sostituzioni, delezioni, inserimenti) delle varianti Omicron BA.1, BA.2, BA.3, BA.4, BA.5 | Mutazioni (sostituzioni, delezioni, inserimenti) delle varianti Omicron BA.1, BA.2, BA.3, BA.4, BA.5 | Mutazioni (sostituzioni, delezioni, inserimenti) delle varianti Omicron BA.1, BA.2, BA.3, BA.4, BA.5 |
| --- | --- | --- | --- | --- | --- |
| | BA.1                                                                                                 | BA.2                                                                                                 | BA.3                                                                                                 | BA.4                                                                                                 | BA.5                                                                                                 |
| gene | aminoacido                                                                                           | aminoacido                                                                                           | aminoacido                                                                                           | aminoacido                                                                                           | aminoacido                                                                                           |
| ORF1a | K856R                                                                                                | S135R                                                                                                | S135R                                                                                                | S135R                                                                                                | S135R                                                                                                |
| ORF1a | S2083I                                                                                               | T842I                                                                                                | G1307S                                                                                               | del141/143                                                                                           | T842I                                                                                                |
| ORF1a | del2084/2084                                                                                         | G1307S                                                                                               | T3090I                                                                                               | T842I                                                                                                | G1307S                                                                                               |
| ORF1a | A2710T                                                                                               | L3027F                                                                                               | T3255I                                                                                               | G1307S                                                                                               | L3027F                                                                                               |
| ORF1a | T3255I                                                                                               | T3090I                                                                                               | P3395H                                                                                               | L3027F                                                                                               | T3090I                                                                                               |
| ORF1a | P3395H                                                                                               | L3201F                                                                                               | A3657V                                                                                               | T3090I                                                                                               | T3255I                                                                                               |
| ORF1a | del3674/3676                                                                                         | T3255I                                                                                               | del3675/3677                                                                                         | T3255I                                                                                               | P3395H                                                                                               |
| ORF1a | I3758V                                                                                               | P3395H                                                                                               | | P3395H                                                                                               | del3675/3677                                                                                         |
| ORF1a | | del3675/3677                                                                                         | | del3675/3677                                                                                         | |
| ORF1b | P314L                                                                                                | P314L                                                                                                | P314L                                                                                                | P314L                                                                                                | P314L                                                                                                |
| ORF1b | I1566V                                                                                               | R1315C                                                                                               | I1566V                                                                                               | R1315C                                                                                               | R1315C                                                                                               |
| ORF1b | | I1566 V                                                                                              | | I1566 V                                                                                              | I1566 V                                                                                              |
| ORF1b | | T2163I                                                                                               | | T2163I                                                                                               | T2163I                                                                                               |
| Proteina S (Spike) | A67V                                                                                                 | T19I                                                                                                 | A67V                                                                                                 | T19I                                                                                                 | T19I                                                                                                 |
| Proteina S (Spike) | del69/70                                                                                             | L24S                                                                                                 | del69/70                                                                                             | L24S                                                                                                 | L24S                                                                                                 |
| Proteina S (Spike) | T95I                                                                                                 | del25/27                                                                                             | T95I                                                                                                 | del25/27                                                                                             | del25/27                                                                                             |
| Proteina S (Spike) | G142D                                                                                                | G142D                                                                                                | G142D                                                                                                | del69/70                                                                                             | del69/70                                                                                             |
| Proteina S (Spike) | del143/145                                                                                           | V213G                                                                                                | del143/145                                                                                           | G142D                                                                                                | G142D                                                                                                |
| Proteina S (Spike) | N211I                                                                                                | G339D                                                                                                | G339D                                                                                                | V213G                                                                                                | V213G                                                                                                |
| Proteina S (Spike) | del212                                                                                               | S371F                                                                                                | S477N                                                                                                | G339D                                                                                                | G339D                                                                                                |
| Proteina S (Spike) | ins214EPE                                                                                            | S373P                                                                                                | T478K                                                                                                | S371F                                                                                                | S371F                                                                                                |
| Proteina S (Spike) | G339D                                                                                                | S375F                                                                                                | E484A                                                                                                | S373P                                                                                                | S373P                                                                                                |
| Proteina S (Spike) | S371L                                                                                                | T376 A                                                                                               | Q493R                                                                                                | S375F                                                                                                | S375F                                                                                                |
| Proteina S (Spike) | S373P                                                                                                | D405N                                                                                                | Q498R                                                                                                | T376 A                                                                                               | T376 A                                                                                               |
| Proteina S (Spike) | S375F                                                                                                | R408S                                                                                                | N501Y                                                                                                | D405N                                                                                                | D405N                                                                                                |
| Proteina S (Spike) | S477N                                                                                                | K417N                                                                                                | Y505H                                                                                                | R408S                                                                                                | R408S                                                                                                |
| Proteina S (Spike) | T478K                                                                                                | N440K                                                                                                | D614G                                                                                                | K417N                                                                                                | K417N                                                                                                |
| Proteina S (Spike) | E484A                                                                                                | S477N                                                                                                | H655Y                                                                                                | N440K                                                                                                | N440K                                                                                                |
| Proteina S (Spike) | Q493R                                                                                                | T478K                                                                                                | N679K                                                                                                | L452R                                                                                                | L452R                                                                                                |
| Proteina S (Spike) | G496S                                                                                                | E484A                                                                                                | P681H                                                                                                | S477N                                                                                                | S477N                                                                                                |
| Proteina S (Spike) | Q498R                                                                                                | Q493R                                                                                                | D796Y                                                                                                | T478K                                                                                                | T478K                                                                                                |
| Proteina S (Spike) | N501Y                                                                                                | Q498R                                                                                                | Q954H                                                                                                | E484A                                                                                                | E484A                                                                                                |
| Proteina S (Spike) | Y505H                                                                                                | N501Y                                                                                                | N969K                                                                                                | F486V                                                                                                | F486V                                                                                                |
| Proteina S (Spike) | T547K                                                                                                | Y505H                                                                                                | | Q498R                                                                                                | Q498R                                                                                                |
| Proteina S (Spike) | D614G                                                                                                | D614G                                                                                                | | N501Y                                                                                                | N501Y                                                                                                |
| Proteina S (Spike) | H655Y                                                                                                | H655Y                                                                                                | | Y505H                                                                                                | Y505H                                                                                                |
| Proteina S (Spike) | N679K                                                                                                | N679K                                                                                                | | D614G                                                                                                | D614G                                                                                                |
| Proteina S (Spike) | P681H                                                                                                | P681H                                                                                                | | H655Y                                                                                                | H655Y                                                                                                |
| Proteina S (Spike) | D796Y                                                                                                | N764K                                                                                                | | N679K                                                                                                | N679K                                                                                                |
| Proteina S (Spike) | N856K                                                                                                | D796Y                                                                                                | | P681H                                                                                                | P681H                                                                                                |
| Proteina S (Spike) | Q954H                                                                                                | Q954H                                                                                                | | N764K                                                                                                | N764K                                                                                                |
| Proteina S (Spike) | N969K                                                                                                | N969K                                                                                                | | D796Y                                                                                                | D796Y                                                                                                |
| Proteina S (Spike) | L981F                                                                                                | | | Q954H                                                                                                | Q954H                                                                                                |
| Proteina S (Spike) | | | | N969K                                                                                                | N969K                                                                                                |
| ORF3a | | T223I                                                                                                | | T223I                                                                                                | T223I                                                                                                |
| Proteina E (involucro) | T9I                                                                                                  | T9I                                                                                                  | T9I                                                                                                  | T9I                                                                                                  | T9I                                                                                                  |
| Proteina M (membrana) | D3N                                                                                                  | Q19E                                                                                                 | Q19E                                                                                                 | Q19E                                                                                                 | D3G                                                                                                  |
| Proteina M (membrana) | Q19E                                                                                                 | A63T                                                                                                 | A63T                                                                                                 | A63T                                                                                                 | Q19E                                                                                                 |
| Proteina M (membrana) | A63T                                                                                                 | | | | A63T                                                                                                 |
| ORF6 | | D61L                                                                                                 | | D61L                                                                                                 | |
| ORF8 | S84L                                                                                                 | S84L                                                                                                 | S84L                                                                                                 | S84L                                                                                                 | S84L                                                                                                 |
| Proteina N (nucleocapside) | P13L                                                                                                 | P13L                                                                                                 | P13L                                                                                                 | P13L                                                                                                 | P13L                                                                                                 |
| Proteina N (nucleocapside) | del31/33                                                                                             | del31/33                                                                                             | del31/33                                                                                             | del31/33                                                                                             | del31/33                                                                                             |
| Proteina N (nucleocapside) | R203K                                                                                                | R203K                                                                                                | R203K                                                                                                | P151S                                                                                                | R203K                                                                                                |
| Proteina N (nucleocapside) | G204R                                                                                                | G204R                                                                                                | G204R                                                                                                | R203K                                                                                                | G204R                                                                                                |
| Proteina N (nucleocapside) | | S413R                                                                                                | S413R                                                                                                | G204R                                                                                                | S413R                                                                                                |
| Proteina N (nucleocapside) | | | S413R                                                                                                | | |
| Legenda: Sostituzioni, es.: A63T l’Alanina63 viene sostituita dalla Treonina Delezioni, es.: del31/33 la sequenza salta gli amminoacidi dalla posizione 31 alla 33 Inserimenti, es.:ins214EPE La tripletta EPE si inserisce in posizione 214 Sfondo giallo: adiacenti o All'interno del dominio di clavaggio della furina Sottolineate sfondo rosa le mutazioni nel dominio di legame del recettore | | | | | |

La variante Omicron del SARS-CoV-2, chiamata lignaggio B.1.1.529, è la variante del coronavirus SARS-CoV-2 con la più alta prevalenza cumulativa globale nell'anno 2022. Secondo la nomenclatura PANGO, comprende la riga B.1.1.529 (in Nextstrain 21M) con la principale sottovariante BA.1 (Nextstrain 21K) e altre sottovarianti.
La variante Omicron è stata rilevata per la prima volta in Botswana in un campione raccolto il 9 novembre 2021. Uno dei primi a identificare la variante fu il virologo zimbabwese Sikhulile Moyo, direttore del laboratorio, il 26 novembre 2021. L'Organizzazione Mondiale della Sanità l'ha classificata come VOC (Variant Of Concern: variante preoccupante) e nominata con la lettera greca omicron. L'OMS, nel sequenziare la nomenclatura delle varianti, ha saltato le precedenti lettere ni e xi dell'alfabeto greco per evitare confusione con le somiglianze della parola inglese new (nuovo) e il cognome cinese Xi.
Questa variante ha un numero insolitamente alto di mutazioni, molte delle quali sono nuove o colpiscono il peplomero, conosciuto come proteina spike. Queste caratteristiche rendono la variante Omicron preoccupante per quanto riguarda la sua trasmissibilità e l'efficacia del sistema immunitario o dei vaccini contro di essa. Sono state messe in atto a livello internazionale diverse restrizioni all'ingresso per i viaggiatori provenienti dai paesi in cui è stata rilevata, al fine di limitarne la diffusione. Nonostante ciò, la variante era presente in tutto il mondo a metà dicembre, diffondendosi a un ritmo senza precedenti secondo l'OMS e ECDC.

## Contesto storico
Tulio de Oliveira, direttore del Center for Epidemic Response and Innovation (CERI) di Durban (Sudafrica), ha affermato che questa variante ha fatto un grande salto evolutivo. Per il numero e caratteristica delle mutazioni aminoacidiche non sono state rilevate varianti intermedie tra la Omicron e le precedenti, anche se in Sudafrica erano stati rilevati casi isolati. Il gran numero di mutazioni nel peplomero del SARS-CoV-2 influenzerebbe le proprietà virali come la trasferibilità e la fuga immunitaria.

### Il legame con l'HIV
Un legame con l'infezione da HIV può spiegare il gran numero di mutazioni nella sequenza della variante Omicron. Infatti, per avere un così alto numero di mutazioni, il virus deve aver potuto evolvere a lungo senza uccidere il suo ospite, né essere eliminato. Una di queste situazioni si verifica nelle persone con un sistema immunitario indebolito. È il caso dei pazienti affetti da HIV in Sudafrica, che rappresentano oltre il 20% della popolazione. A causa della mancanza di accesso alle cliniche, della paura della stigmatizzazione e dell'interruzione dell'assistenza sanitaria, milioni di persone che vivono con l'HIV nella regione non sono sottoposte a una terapia efficace per l'HIV. Tulio de Oliveira avverte che le persone con maggiori probabilità di produrre mutazioni nell'Africa subsahariana sono i circa 8 milioni di persone con HIV non riconosciuto o mal trattato. Queste persone potrebbero "diventare una fabbrica di varianti per il mondo intero".
Sull'origine della variante Omicron sono state fatte anche altre ipotesi compresa quella di un doppio salto di specie dall'uomo all'animale e poi dall'animale all'uomo.
La preoccupazione per il potenziale impatto economico della variante Omicron ha portato a varie ripercussioni socio-economiche, con un calo delle borse a livello mondiale.

## Varianti e mutazioni
Del lignaggio B.1.1.529 sono state identificate 5 varianti (BA.1, BA.2, BA.3, BA.4, BA.5) con oltre 75 sotto-lignaggi dovuti a mutazioni puntuali. La variante BA.1 (B.1.1.529.1 e B.1.1.529.1.1)  ha prevalso ampiamente (>95%) dagli ultimi mesi del 2021 fino a febbraio 2022, essendosi diffusa rapidamente anche fuori dal Sudafrica. La variante BA.2 ha cominciato a prevalere sulla BA1 da marzo 2022 mentre la BA3 è stata rilevata raramente. Le varianti BA.4 e BA.5, con molte mutazioni in comune con la BA.2, sono emerse da aprile 2022.
La variante BA1 conta 58 mutazioni nucleotidiche e aminoacidiche rispetto alla sequenza di riferimento, mentre la variante BA2 ne conta 65.
Di queste di particolare rilievo clinico sono le mutazioni nel peplomero.
Alcune sono comuni ad almeno 3 altre varianti.
| Mutazione       | Altre varianti in cui è presente una mutazione nella stessa posizione                   | Impatto della mutazione                                                  |
| --------------- | --------------------------------------------------------------------------------------- | ------------------------------------------------------------------------ |
| H69-V70         | Relativi ad Alpha, Eta e C.36.3                                                         | Evasione immunitaria                                                     |
| G142D, Δ143-145 | Alfa, Eta e C.1.2.; Mu (Y144S, Y145N)                                                   | Evasione immunitaria                                                     |
| K417N           | Beta; Gamma (K417T). Delta (AA.2)                                                       | Evasione dell'immunità sia umorale che cellulare                         |
| E484A           | E484K: Beta, Gamma, Iota, Mu, Eta e Theta; E484Q: Kappa                                 | Evasione immunitaria                                                     |
| N501Y           | Alfa, Beta, Gamma, Mu                                                                   | Infettività aumentata ed evasione immunitaria                            |
| D614G           | Alfa, Beta, Gamma, Delta, Kappa, Lambda, Eta, Iota, Mu, Theta, C.1.2, B.1.1.318 e C36.3 | Maggiore infettività ed evasione dell'immunità sia umorale che cellulare |
| P681H           | Alfa, Mu; P681R: Delta, Kappa                                                           | Infettività aumentata. Elusione dell'immunità innata e cellulare         |

Il gruppo di mutazioni H 655 Y, N 679 K, P681H (diversa dalla P681R della variante Delta)  nel sito di scissione della furina S1-S2 può anche essere associato ad una diversa suscettibilità alle proteasi simili alla furina in particolare alla TMPRSS2 e conseguente difficile l'ingresso del virus nelle cellule usando la "cell surface fusion" (mentre è ottimizzato l'ingresso usando la "endosomal fusion", che avviene nelle cellule delle vie aeree superiori. Da questo se ne ricaverebbe rispetto alla variante Delta un rischio minore di sviluppare una polmonite severa a fronte di una aumentata abilità di infettare le cellule delle vie aeree superiori.
La delezione del69-70 assente nelle varianti BA.2, BA.4, BA.5 agevolerebbe l'evasione immunitaria, ma è soprattutto un marker nei test per l'identificazione della variante Omicron, anche se è presente pure nelle varianti Alfa, Eta e C.36.3.
La combinazione di mutazioni Q498R e N501Y negli studi di evoluzione in vitro hanno aumentato significativamente l'affinità di legame con l'ACE2 aumentando presumibilmente l'infettività e l'evasione immunitaria.
Le 3 delezioni del3675/3677 potrebbero favorire l'evasione immunitaria innata, probabilmente compromettendo la capacità delle cellule di degradare i componenti virali.

## Caratteristiche cliniche
Secondo l'OMS, il rischio di contrarre una forma grave è inferiore rispetto ad altre forme di Covid-19, ma la sua diffusione è più veloce. Uno studio del dicembre 2021 stima che sia quattro volte più contagioso del tipo naturale e il doppio della variante Delta.
Secondo uno studio condotto in Norvegia su un gruppo di persone che sono state infettate a una festa il 26 novembre 2021, la metà delle persone infette ha mostrato i sintomi della malattia entro tre giorni. Questa mediana è più alta per altre varianti di virus: per la variante delta è di circa quattro giorni, per altre varianti di circa cinque giorni.
I primi studi in Sudafrica pubblicati nel dicembre 2021, su un numero ridotto di pazienti, mostrano che la fuga immunitaria è "molto più importante" di quella osservata per le varianti precedenti. L'azione degli anticorpi prodotti dai vaccinati (dopo due dosi del vaccino Pfizer) è quaranta volte meno buona contro la variante omicron che contro il ceppo storico. Secondo i primi studi europei, lo stesso programma vaccinale comporterebbe una perdita totale di efficacia o solo sette volte inferiore. Tuttavia, una terza dose di vaccino ripristinerebbe una protezione parziale. Christian Drosten, direttore del dipartimento di virologia dell'ospedale universitario di Berlino della Charité, qualifica questi primi risultati, sottolineando che “Una riduzione di 40 volte dell'attività di neutralizzazione non significa che la vaccinazione proteggerà 40 volte di meno. La vera perdita di immunità è molto minore” e la protezione contro le forme gravi potrebbe essere mantenuta.
Uno studio nel dicembre 2021 condotto su nove anticorpi monoclonali utilizzati in clinica o nella fase di sviluppo preclinico mostra che sei di essi sono totalmente inefficaci contro la variante Omicron, mentre gli altri tre vedono la loro efficacia ridotta da 3 a 80 volte per rispetto alla loro azione sulla variante Delta. Test condotti su soggetti un mese dopo una terza dose di vaccino Pfizer mostrano la sua efficacia contro la variante Omicron, ma anche che questa variante richiede una quantità di anticorpo da 5 a 31 volte maggiore di quella necessaria per neutralizzare la variante Delta. La durata di questa efficacia non è ancora nota. Gli stessi studi, d'altra parte, concludono che i pazienti che erano sintomatici 12 mesi prima o che hanno ricevuto le due dosi di vaccino Pfizer più di cinque mesi prima sono poco protetti contro la variante Omicron.
Un rapporto dell'Imperial College pubblicato il 22 dicembre 2021 suggerisce un minor rischio di ospedalizzazione con la variante Omicron rispetto alla variante Delta, pur rilevando, tuttavia, una popolazione più giovane affetta dalla variante Omicron e quindi meno a rischio.